# Емил Шаламанов
Емил Шаламанов е български футболист, дефанзивен полузащитник.

## Биография
Роден е на 27 март 1976 г. в Петрич. Играл е за Беласица, Вихрен, Македонска слава, Вихър (Горубляне), Пирин (Благоевград), Малеш (Микрево) и Ламия (Гърция). Полуфиналист за Купата на ПФЛ през 1996 г. с Беласица.

## Статистика по сезони
- Беласица - 1995/96 - Б група, 8 мача/1 гол
- Беласица - 1996/97 - В група, 23/6
- Беласица - 1997/98 - В група, 31/14
- Беласица - 1998/99 - Б група, 29/10
- Беласица - 1999/00 - А група, 18/2
- Вихрен - 2000/01 - В група, 30/8
- Вихрен - 2001/02 - В група, 24/5
- Вихрен - 2002/ес. - В група, 12/4
- Македонска слава - 2002/ес. - Б група, 4/0
- Вихър (Гор) - 2003/пр. - В група, 17/6
- Вихър (Гор) - 2003/ес. - В група, 6/1
- Пирин - 2003/04 - Б група, 11/2
- Вихрен - 2004/ес. - Б група, 12/4
- Ламия - 2005/пр. - C'Етники Категория, 14/1
- Малеш - 2005/06 - В група, 20/2
- Малеш - 2006/ес. - В група